# Durant (Oklahoma)
Durant – miasto w Stanach Zjednoczonych, w stanie Oklahoma, w hrabstwie Bryan. Według spisu w 2020 roku liczy 18,6 tys. mieszkańców, oraz 47,1 tys. w obszarze metropolitalnym. Miasto jest siedzibą Southeastern Oklahoma State University, oraz indiańskiego rezerwatu Choctaw Nation of Oklahoma.
Durant to ważny ośrodek kolejowy. W centrum miasta przecinają się Union Pacific Railroad i Short Line Kiamichi Railroad.

## Historia
Założyciel miasta Dixon Durant, był pastorem w lokalnych kościołach prezbiteriańskich, kongregacyjnych i metodystycznych. W 1873 roku Dixon Durant zbudował pierwszy budynek w mieście w postaci drewnianego sklepu.

## Religia

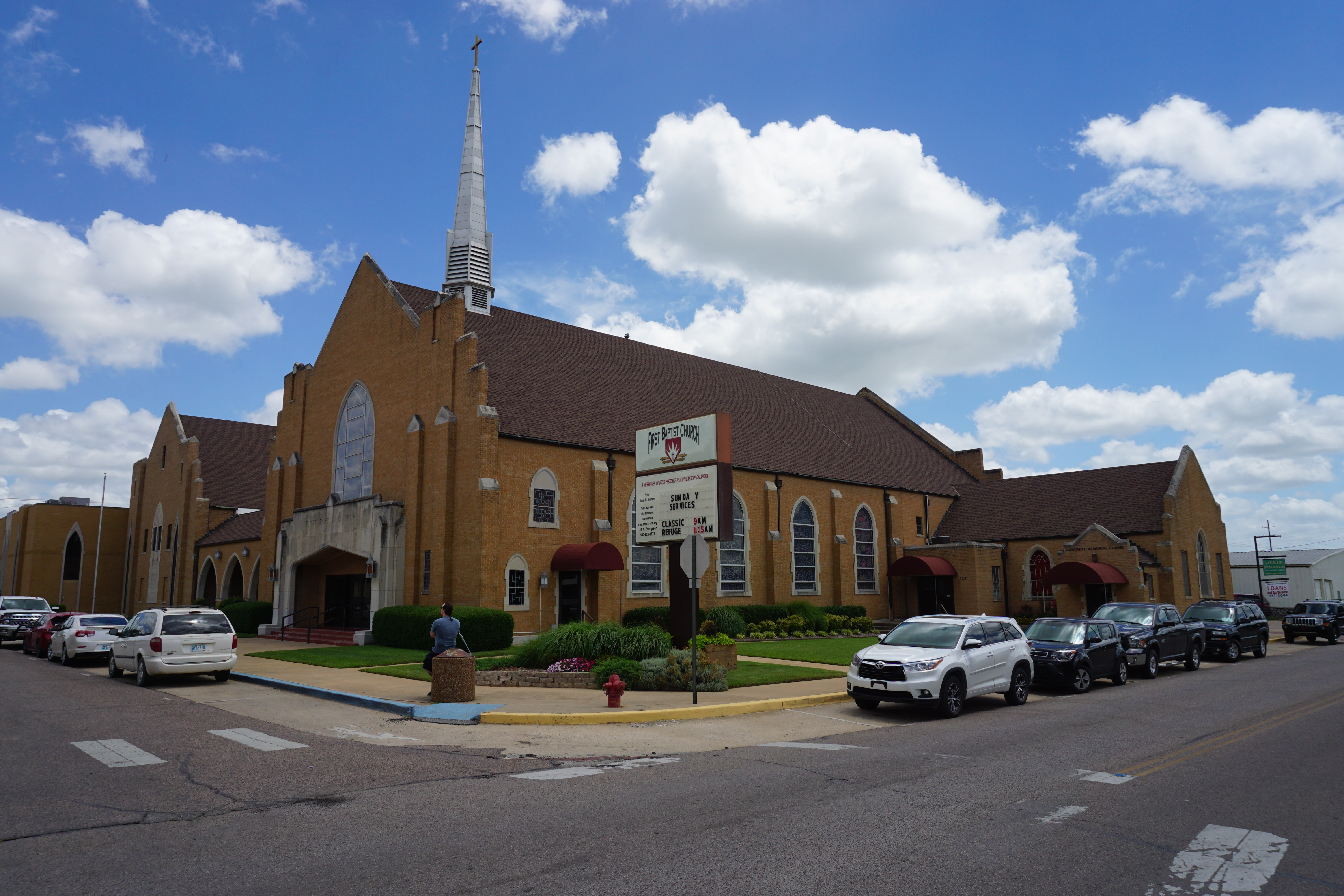
Pierwszy Kościół Baptystów

Według danych z 2020 roku, Durant należy do najbardziej ewangelikalnych miast w stanie i w kraju – 64,6% mieszkańców jest członkami Kościołów ewangelikalnych, w większości baptystów i bezdenominacyjnych.
Obok baptystów (33,5%), bezdenominacyjnych (26,3%), campbellitów (2,7%), zielonoświątkowców i uświęceniowców, działają tutaj metodyści (2,7%), katolicy (2,2%), mormoni (0,85%), oraz świadkowie Jehowy (0,67%).